# Copa Hun Sen
A Copa Hun Sen é o principal torneio eliminatório do futebol masculino de Camboja, ele é realizado anualmente no primeiro trimestre.

## Lista de campeões
| Temporada | Campeão                   | Resultadoado   | Finalista                 | Estádio                     |
| --------- | ------------------------- | -------------- | ------------------------- | --------------------------- |
| 2007      | Khemara Keila             | 1-1 (4-2 pen.) | Nagacorp FC               | Estádio Olímpico de Nom Pen |
| 2008      | Phnom Penh Empire         | 1-0            | Preah Khan Reach          | Estádio Olímpico de Nom Pen |
| 2009      | Phnom Penh Empire         | 1-0            | Nagacorp FC               | Estádio Olímpico de Nom Pen |
| 2010      | National Defense Ministry | 3-2            | Phnom Penh Empire         | Estádio Olímpico de Nom Pen |
| 2011      | Preah Khan Reach          | 2-0            | Build Bright United       | Estádio Olímpico de Nom Pen |
| 2012      | Preah Khan Reach          | 2-1            | Nagacorp FC               | Estádio Olímpico de Nom Pen |
| 2013      | Nagacorp FC               | 0-0 (5-3 pen.) | National Defense Ministry | Estádio Olímpico de Nom Pen |
| 2014      | National Police           | 2-0            | Build Bright United       | Estádio Olímpico de Nom Pen |